# La decisión de Sophie (novela)
La decisión de Sophie es una novela de 1979 del autor estadounidense William Styron publicada por la editorial Random House. El libro trata de la relación entre tres personas que comparten una pensión en Brooklyn: Stingo, un joven aspirante a escritor del Sur, el científico judío Nathan Landau y su amante, Sophie, una superviviente polaco-católica de los campos de concentración nazis, de quien Stingo se hace amigo.
Sophie's Choice ganó el Premio Nacional del Libro de Ficción de Estados Unidos en 1980.  La novela fue la base de la película homónima de 1982. Fue controvertida por la forma en que enmarcó las opiniones personales de Styron con respecto al Holocausto.

## Argumento
Stingo, un novelista que recuerda el verano en el que empezó su primera novela, ha sido despedido de su trabajo de lector de bajo nivel en la editorial McGraw-Hill y se ha instalado en una pensión barata en Brooklyn, donde espera pasar unos meses. a su escritura. Mientras trabaja en su novela, se ve envuelto en la vida de los amantes Nathan Landau y Sophie Zawistowska, compañeros de estancia en la casa, que están envueltos en una relación intensa y difícil. La bella Sophie es polaca y católica, superviviente del Holocausto y de los campos de concentración nazis; Nathan es un judío-estadounidense y supuestamente un genio. Aunque Nathan afirma ser un graduado de Harvard y biólogo celular de una compañía farmacéutica, se revela que esta historia es una invención. Casi nadie, incluidos Sophie y Stingo, sabe que Nathan tiene esquizofrenia paranoide y que abusa de estimulantes. A veces se comporta con bastante normalidad y generosidad, pero hay ocasiones en las que se vuelve terriblemente celoso, violento, abusivo y delirante.
A medida que avanza la historia, Sophie le cuenta a Stingo su pasado. Describe a su padre violentamente antisemita, un profesor de derecho en Cracovia; su falta de voluntad para ayudarlo a difundir sus ideas; su arresto por los nazis; y particularmente, su breve paso como taquígrafa-mecanógrafa en la casa de Rudolf Hoss, el comandante de Auschwitz, donde estuvo internada. Ella relata específicamente sus intentos de seducir a Hoss en un esfuerzo por persuadirlo de que a su hijo rubio, de ojos azules y de habla alemana, se le permita abandonar el campo e ingresar al programa Lebensborn, en el que sería criado como un niño alemán. Ella fracasó en este intento y, finalmente, nunca supo del destino de su hijo. Sólo al final del libro el lector descubre qué fue lo que sucedió.
Finalmente, los delirios de Nathan lo llevan a creer que Stingo está teniendo una aventura con Sophie y amenaza con matarlos a ambos.
Mientras Sophie y Stingo intentan huir de Nueva York, Sophie revela su secreto más profundo: la noche en que llegó a Auschwitz, un médico del campo le hizo elegir cuál de sus dos hijos moriría inmediatamente en el gaseamiento y cuál seguiría viviendo, aunque en el campamento. De sus dos hijos, Sophie decidió sacrificar a su hija Eva, de ocho años, en una decisión que la dejó de luto y llena de una culpa que no puede superar. Ahora alcohólica y profundamente deprimida, Sophie está dispuesta a autodestruirse con Nathan, quien ya ha intentado persuadirla para que se suicide con él. A pesar de que Stingo le propone matrimonio y una noche compartida que lo libera de su virginidad y cumple muchas de sus fantasías sexuales, Sophie desaparece, dejando solo una nota en la que dice que debe regresar con Nathan.
Al regresar a Brooklyn, Stingo queda devastado al descubrir que Sophie y Nathan se han suicidado al ingerir cianuro.

## Temas e inspiración

### Temas
Sylvie Mathé señala que la "posición" de Styron al escribir la novela quedó clara en sus entrevistas y ensayos contemporáneos, en el último caso, en particular "Auschwitz", "Hell Reconsidered" y "A Wheel of Evil Come Full Circle".  y cita el resumen de Alvin Rosenfeld sobre la posición de Styron, donde Rosenfeld afirma que: "aunque [Styron] reconoce el sufrimiento judío bajo los nazis, insiste en ver Auschwitz en términos generales o universalistas, como una estocada asesina contra la "humanidad" o "toda la familia humana"; En consonancia con lo anterior, considera que su propio papel consiste en "corregir" la opinión de que el Holocausto estuvo dirigido única o exclusivamente contra los judíos, centrando la atención en los muchos cristianos, y en particular en los eslavos, que también perecieron en los campos... Auschwitz fue tanto "anticristiano" como "antisemita", y por lo tanto las afirmaciones de culpa cristiana están fuera de lugar y tal vez incluso sean innecesarias. Dado que rechaza las explicaciones históricas del antisemitismo cristiano como causales, Styron se siente atraído por la opinión, expuesta por Richard Rubenstein y otros... de que, en su carácter esencial, Auschwitz era una sociedad capitalista esclavista tanto o incluso más que un lugar de exterminio; y comparado con los ejemplos europeos de barbarie y esclavitud, personificados en Auschwitz, el trato que el sur de Estados Unidos da a los negros parece bastante bueno y "... benévolo en comparación".  Mathé refuerza la conclusión de Rosenfeld con una cita del propio Styron, quien afirmó en su ensayo Hell Reconsidered que "las fuerzas titánicas y siniestras que actúan en la historia y en la vida moderna... amenazan a todos los hombres, no sólo a los judíos".  : 114 Continúa señalando que las decisiones de Styron de representar estas ideas e incorporarlas tan claramente en la narrativa de su novela dieron lugar a una polémica y controversia que continuaron, al menos hasta los primeros años del nuevo milenio. 

### Inspiración
Se ha afirmado Sophie's Choice se basó en parte en la estancia del autor en Brooklyn, donde conoció a un refugiado de Polonia,  y se dice que visitó Auschwitz mientras investigaba para la novela. 
Alexandra Styron, la hija del autor, publicó el siguiente aporte en The New Yorker en 2007:

Sophie había acudido a él en un sueño, decía siempre papá. No mucho mayor que yo ahora, se había despertado en Connecticut y no había podido deshacerse de la imagen de una mujer que una vez conoció. Ella había vivido encima de él en Flatbush, en la pensión que él inmortalizó como el Palacio Rosa de Yetta Zimmerman. Ella era una sobreviviente del Holocausto, como lo demuestra su tatuaje en la muñeca, polaco y hermoso, pero él no sabía más que eso. Su novio era americano, pero mediocre. Después de que salió el libro, solía contestar el teléfono en casa para que mi padre no tuviera que hacerlo. Más de una vez, mujeres con acento fuerte explicaron la naturaleza de su llamada en tonos llorosos y dramáticos. “Papá”, decían mis notas, “llamó una señora. No puedo deletrear su nombre. Dice que es Sophie”. Y un número en algún lugar de Míchigan o Nueva Jersey.

Se ha afirmado que un elemento central de la trama de la novela, la elección personalmente catastrófica a la que se refiere el título, se inspiró en la historia de una mujer romaní a quien los nazis le ordenaron elegir cual de sus hijos iba a ser asesinado, cosa que Styron atribuyó al Eichmann de Hannah Arendt Eichmann en Jerusalén.  Sin embargo, Ira Nadel afirma que la historia se encuentra en Los orígenes del totalitarismo de Arendt.  En ese libro, Arendt sostiene que quienes dirigían los campos perpetraron un "ataque a la persona moral": El terror totalitario logró su triunfo más terrible cuando logró aislar a la persona moral de la vía de escape individualista y hacer que las decisiones de la conciencia sean absolutamente cuestionables y equívocas. (...) ¿Quién podría resolver el dilema moral de la madre griega, a quien los nazis permitieron elegir cuál de sus tres hijos debía ser asesinado? 
Arendt cita Twice a year (1947) de Albert Camus  para la historia, sin proporcionar una referencia precisa.  

## Recepción y controversias

### Premios y reconocimientos
Sophie's Choice ganó el Premio Nacional del Libro de Ficción de Estados Unidos en 1980.   Mucho más tarde, en 2002, Styron recibiría el Auschwitz Jewish Center Foundation's Witness to Justice Award. 

### Recepción de la crítica
En su reseña de la novela en el New York Times, John Gardner la toma como un ejemplo del gótico sureño, escribiendo que:
"[Es] un libro emocionante y espléndidamente escrito, una novela filosófica sobre el tema más importante del siglo XX. Si no es, para mí, una obra maestra literaria, la razón es que, al transferir la forma del gótico sureño a este tema mucho más amplio, Styron no ha podido deshacerse de esas cualidades o incluso atenuarlas notablemente, algunas superficiales, otros profundas, en el gótico sureño que siempre han hecho retorcerse a los yanquis." 

### Controversias

#### En la publicación
Sophie's Choice generó una importante controversia en el momento de su publicación. Sylvie Mathé señala que Sophie's Choice, a la que se refiere como una "novela muy controvertida", apareció en la prensa el año siguiente a la emisión de la miniserie de la NBC Holocausto (1978), generando un período en la cultura estadounidense en el que "una conciencia recién levantada del Holocausto se estaba convirtiendo en un tema público de primer plano".  Mathé dice: "Las elecciones ideológicas y narrativas de Styron al enmarcar una novela que aborda los "acontecimientos límite" de Auschwitz, considerados por muchos más allá del ámbito de la imaginación... provocaron una polémica... que, veinticinco años después, está lejos de haber muerto." 
La controversia a la que Mathé se refiere específicamente surge de un análisis temático que Styron -en aparente fuerte consenso (por ejemplo, ver la obra de Rosenfeld de 1979, "El Holocausto según William Styron" )- realiza a través de la novela, sus entrevistas, y ensayos: reconocer el sufrimiento judío bajo los nazis, pero intentar reorientar la visión del Holocausto para que no esté dirigido únicamente contra los judíos y abarque a los eslavos y otros cristianos (de ahí la nacionalidad y la herencia católica del personaje de Sophie); es decir, lo hace insistir en ver a Auschwitz en particular en términos más universales como "un ataque asesino contra 'toda la familia humana'".   Styron extiende aún más su argumento, nuevamente de forma controvertida: proponer que esta visión más general de la barbarie de Auschwitz (y en particular el hecho de que los cristianos eslavos quedaron atrapados en su programa de trabajos forzados y exterminio) obvia la necesidad de la culpa cristiana y deja de lado los argumentos históricos a favor del antisemitismo cristiano como una agente causal del Holocausto, sugiriendo que el papel del campo en el trabajo forzoso justificaba su comparación (por ejemplo, en los escritos de Rubenstein) con la institución estadounidense de la esclavitud, permitiendo incluso que esta última fuera vista más favorablemente.  
Al hablar de los puntos de vista de Styron tal como se exponen en la novela y en su obra de no ficción, Rosenfeld se refiere a ellos como "puntos de vista revisionistas" que "culminan en La decisión de Sophie" con el objetivo de "sacar el Holocausto de la historia judía y cristiana y colocarlo dentro del contexto de una historia generalizada del mal",  : 44 y es este impulso revisionista específico la sustancia de la capacidad inicial y persistente de la novela para generar controversia. 

#### Otros aspectos de la controversia global
Sophie's Choice fue censurada en la Unión Soviética y también prohibida en la Polonia comunista por "su retrato inquebrantable del antisemitismo polaco". 
Sophie's Choice fue prohibida por el gobierno sudafricano en noviembre de 1979 por ser una obra sexualmente explícita.  También ha sido prohibido en algunas escuelas secundarias de los Estados Unidos. Por ejemplo, el libro fue retirado de la biblioteca de la escuela secundaria La Mirada en California por el distrito escolar de secundaria Norwalk-La Mirada en 2002 debido a la queja de un padre sobre su contenido sexual.  Sin embargo, un año después de que los estudiantes protestaran y la Unión Estadounidense por las Libertades Civiles (ACLU) enviara una carta al distrito escolar solicitando que el distrito revocara sus acciones, los estudiantes tuvieron nuevamente acceso al libro en la biblioteca de la escuela.  

## Adaptaciones

### Cine
La novela fue llevada al cine con el mismo nombre en Estados Unidos en 1982. Escrita y dirigida por Alan J. Pakula, la película fue nominada a los Premios de la Academia por su guion, partitura musical, cinematografía y diseño de vestuario, y Meryl Streep recibió el Premio de la Academia a la Mejor Actriz por su interpretación del papel principal. 

### Ópera
El compositor británico Nicholas Maw escribió una ópera basada en la novela, que se estrenó en la Royal Opera House de Londres en 2002 y también se representó en Washington, Berlín y Viena. 